# 네온 불빛 속의 마닐라
네온 불빛 속의 마닐라(Maynila, Sa Mga Kuko Ng Liwanag, Manila In The Claws Of Light)는 필리핀에서 제작된 리노 브로카 감독의 1975년 드라마, 미스터리 영화이다. 힐다 코로넬 등이 주연으로 출연하였다.

## 출연

### 주연
- 힐다 코로넬
- 루 살바도르